# NGC 5136
NGC 5136 (również IC 888 lub PGC 46905) – galaktyka eliptyczna (E), znajdująca się w gwiazdozbiorze Panny. Odkrył ją William Herschel 12 kwietnia 1784 roku.